# 関野貞
関野 貞（せきの ただし、1868年1月9日（慶応3年12月15日）- 1935年（昭和10年）7月29日）は、日本の建築史学者、建築家・美術史・考古学者。東京帝国大学名誉教授。

## 経歴
高田藩士関野峻節とヤエの次男として生まれた。旧制一高を経て、1895年に東京帝国大学工科大学造家学科（建築学科）を卒業。卒業論文は平等院の研究であった。辰野金吾の指揮下に日本銀行の工事に参加する。古社寺保存法が立案された1896年に伊東忠太の勧めで
内務省技師、奈良県技師となり、奈良の古建築を調査し、建築年代を判定していった。
1889年に平城宮址を発見した。1922年、国の史跡（のちに特別史跡・特別名勝）に指定された。また、1912年に基肄城跡を確定し、1917年に屋嶋城跡を発見した。調査研究に導入した技術や遺構・遺物の様式論は、その後の日本考古学に多大な影響を残した。
1901年東大助教授、1910年教授。この間、平城宮址の研究を進め、1908年に工学博士の学位を授与された。また、建築史を講義し、「日本建築様式史」を確立した。国宝保存委員会委員・文部省国宝鑑定官などを務め、日本建築の保存事業に尽力した。
1910年朝鮮総督府からの委嘱で、度々朝鮮半島や中国の古建築調査を行い、保護に努めた。『朝鮮古蹟図譜』の公刊により1917年、フランス学士院からスタニスラス・ジュリアン賞を受賞。
1906年清国に派遣され、中国建築の研究にも手を染める。1920年には国民軍の石友三によって焼き討ちされる前の少林寺を撮影した。1929年東方文化学院東京研究所で、「支那歴代帝王陵の研究」や「遼金時代の建築とその仏像」などを研究した。
1928年、中国の河北省で、数年前より売りに出されていた北魏時代の石仏を発見。翌年、大倉喜七郎に働きかけて購入、日本に持ち帰り大倉集古館に収蔵させた。墓所は多磨霊園(6-1-12-27)

## 著作
| 名称                             | 年              | 出版社               | 備考                   |
| -------------------------------- | --------------- | -------------------- | ---------------------- |
| 韓国建築調査報告                 | 1906年          | 東京帝國大學工科大學 |                        |
| 平城京及大内裏考                 | 1907年          | 東京帝國大學工科大學 |                        |
| 支那山東省に於ける漢代墳墓の表飾 | 1916年          | 東京帝国大学         |                        |
| 朝鮮古蹟図譜                     | 1916年 - 1935年 | 朝鮮総督府           | 全15冊                 |
| 支那仏教史蹟                     | 1925年 - 1929年 | 仏教史蹟研究会       | 共著：常盤大定         |
| 楽浪郡時代之遺蹟                 | 1926年          | 朝鮮総督府           |                        |
| 瓦                               | 1928年          | 雄山閣               |                        |
| 高句麗時代之遺蹟                 | 1928年・1929年  | 朝鮮総督府           |                        |
| 支那建築                         | 1929年 - 1932年 | 建築学会             | 共著：塚本靖、伊東忠太 |
| 朝鮮美術史                       | 1932年          | 朝鮮史学会           |                        |
| 支那工芸図鑑                     | 1933年          | 帝国工芸会           |                        |
| 熱河                             | 1934年          | 座右宝刊行会         |                        |
| 支那文化史蹟                     | 1939年 - 1941年 | 法蔵館               | 共著：常盤大定 全12冊  |
| 日本の建築と芸術 上・下          | 1940年          | 岩波書店             |                        |

- 『朝鮮古蹟図譜』・『韓国建築調査報告』　:（これらの資料は、現在でも韓国の文化財の、保存、修復、復元の上で重要）

## 建築作品
| 名称                                                            | 年     | 所在地       | 現況       | 備考                 |
| --------------------------------------------------------------- | ------ | ------------ | ---------- | -------------------- |
| 日本生命保険株式会社大阪本社                                    | 1902年 | 大阪市中央区 | 現存せず   | 辰野金吾・片岡安監修 |
| 旧奈良県物産陳列所 (現・奈良国立博物館仏教美術資料研究センター) | 1902年 | 奈良県奈良市 | 重要文化財 |                      |

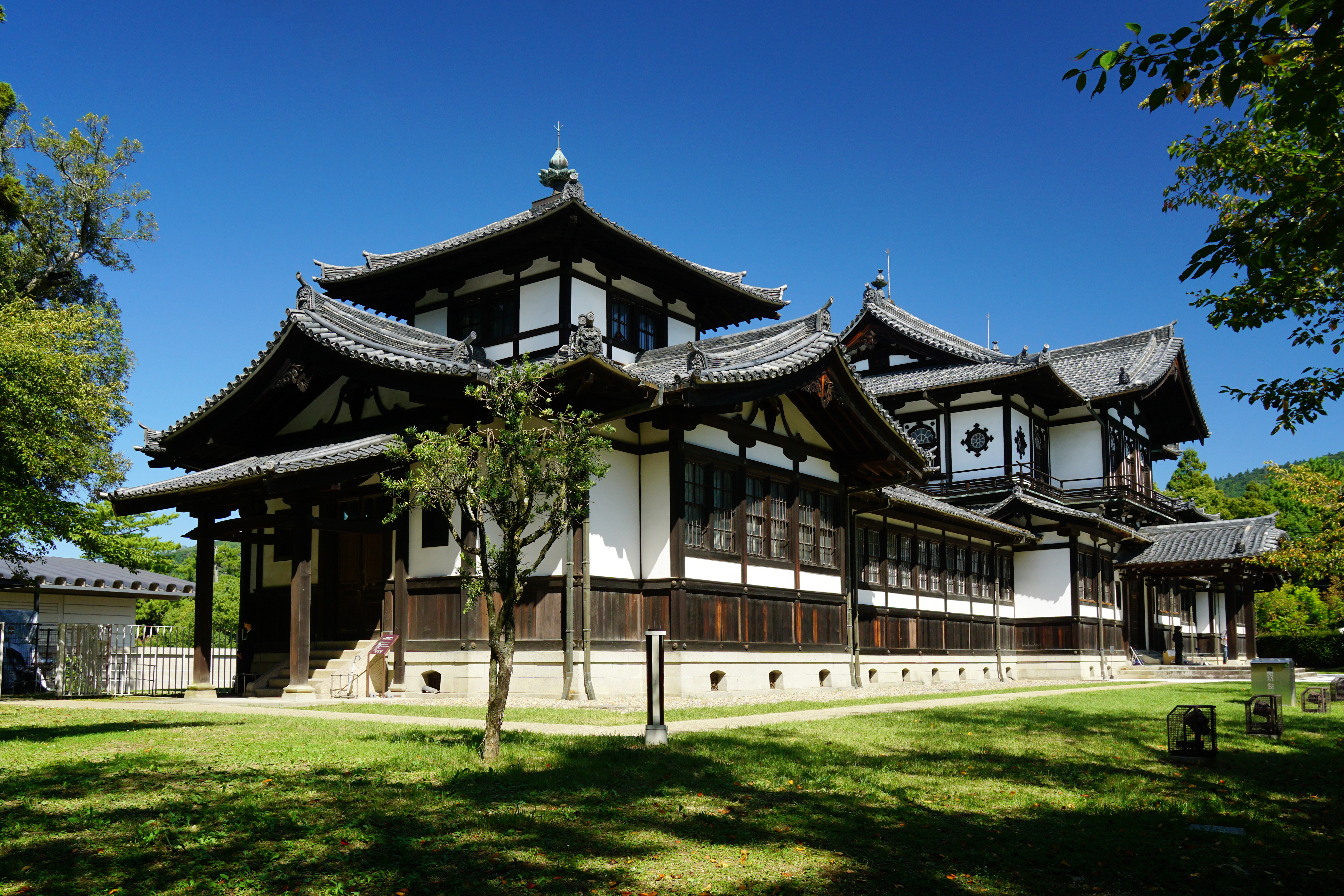
旧奈良県物産陳列所

## その他
- 法隆寺が高麗尺で建てられていることを発見し、非再建説を主張した。「法隆寺再建非再建論争」として学史に残る[3][15]。
- 子息の関野克は建築史学者、関野雄は考古学者である[12]。